# Bataliony obrony terytorialnej Sił Zbrojnych Ukrainy
Bataliony obrony terytorialnej Sił Zbrojnych Ukrainy – bataliony Sił Zbrojnych Ukrainy, podporządkowane Ministerstwu Obrony. Przeznaczone do wykonywania zadań obrony terytorialnej. Funkcjonują na podstawie Ustawy z dn. 6 grudnia 1991 r. Nr 1932-XII „O obronności Ukrainy”, Ustawy z dn. 17 września 2014 r. Nr 1126-VII „O zatwierdzeniu ukazu Prezydenta Ukrainy „O częściowej mobilizacji””.

## Zadania batalionów
Ustawodawca ukraiński definiuje obronę terytorialną jako system ogólnokrajowych, militarnych i specjalnych działań, stosowanych podczas zagrożenia lub przeciwdziałania agresji celem ochrony i zabezpieczenia granicy państwa przed atakami z zewnątrz, zabezpieczenia warunków odpowiednich dla funkcjonowania organów państwowych, mobilizacji i rozmieszczenia operacyjnego wojsk (sił), ochrony wrażliwych obiektów i komunikacji, walki z dywersyjno-wywiadowczymi siłami i innymi uzbrojonymi formacjami agresora i pozapaństwowymi, bezprawnymi, uzbrojonymi formacjami oraz utrzymania reżimu stanu wojennego.
Zgodnie z ustaleniami decydentów, do ich głównych zadań zaliczono ochronę granicy państwowej, obiektów ważnych strategicznie, a także zabezpieczenie działalności organów administracji publicznej. W celach szkoleniowych, poborowi kierowani byli do centrów szkoleniowych, celem odnowienia swoich umiejętności, przeprowadzenia ćwiczeń przeciwpożarowych, nauki prowadzenia pojazdów wojskowych, zaznajomienia się z topografią odbycia przeszkolenia inżynieryjnego i nauki innych militarnych zagadnień, oraz poznania własnych obowiązków.

## Sformowanie batalionów
Jednym z bodźców do utworzenia sił obrony terytorialnej podległych Ministerstwu Obrony Ukrainy był fakt, że wielu ochotników nie chciało służyć w podległej Ministerstwu Spraw Wewnętrznych Gwardii Narodowej. Bataliony obrony terytorialnej miały być tworzone z ochotników, którzy nie byli żołnierzami zawodowymi, aby wykorzystać potencjał drzemiący w społeczeństwie ukraińskim.
Pierwsza fala mobilizacji do sił obrony terytorialnej rozpoczęła się na podstawie rozporządzenie Prezydenta Ukrainy z 17 marca 2014 r. „O częściowej mobilizacji”. Tymczasowe władze kraju w ten sposób zareagowały na nielegalne zajęcie Krymu przez siły rosyjskie oraz powołanie prorosyjskich milicji na wschodzie kraju. Rozporządzenie swoim zasięgiem objęło wszystkie obwody kraju oraz miasto Kijów. Jednocześnie obywatele Autonomicznej Republiki Krymu mogli dobrowolnie zgłaszać się do służby wojskowej. Pobór odbywał się na potrzeby Sił Zbrojnych Ukrainy oraz Gwardii Narodowej. Wykonawcami mobilizacji miały być samorządy, a środki na jej przeprowadzenie pochodziły z funduszy Rady Ministrów. Na jej przeprowadzenie przewidziano 45 dni od dnia wejścia w życie ustawy zatwierdzającej rozporządzenie (ukazała się ona jeszcze w tym samym dniu).
Druga fala mobilizacji poborowych do sił obrony terytorialnej odbywała się w ramach rozporządzenia Prezydenta Ukrainy z 6 maja 2014 r. „O częściowej mobilizacji”. Była to odpowiedź nowych władz na zagrożenie interwencją Rosji w wewnętrzne sprawy kraju. Podobnie jak poprzednie rozporządzenie, objęło ono całe terytorium państwa poza Krymem (24 obwody i miasto Kijów). Mobilizacja odbywała się na potrzeby Sił Zbrojnych Ukrainy, Gwardii Narodowej, Służby Bezpieczeństwa Ukrainy i innych formacji wojskowych, a jej wykonawcami miały być organy władzy lokalnej przy zaangażowaniu przedsiębiorstw i instytucji państwowych, a finansowanie pochodzić miało z funduszy Rady Ministrów. Rozporządzenie to miało wejść w życie w ciągu 45 dni od zatwierdzenia go przez odpowiednią ustawę Rady Najwyższej (podobnie jak poprzednio, ustawa ukazała się w tym samym dniu).
30 kwietnia 2014 roku pełniący obowiązki szefa Administracji Prezydenta Ukrainy Serhij Paszynski ogłosił na konferencji prasowej, że powołano siedem batalionów obrony terytorialnej, mających zabezpieczać tyły wojsk walczących w Donbasie i przeciwdziałać rosyjskim prowokacjom. W praktyce, za pierwszy sformowany batalion uważa się 24 Batalion Obrony Terytorialnej, któremu nadano później nazwę Ajdar (była to później jedna z najaktywniejszych jednostek tego typu działających w Donbasie). Formowane bataliony podległe były Siłom Zbrojnym Ukrainy i Ministerstwu Obrony, jak i szefom władz regionów, w których były tworzone. W czasie pokoju ich zadania polegać mają na udziale w akcjach ratowniczych przy okazji sytuacji kryzysowych i klęsk żywiołowych oraz wspieraniu władz w tłumieniu zamieszek i aktów terrorystycznych.

## Struktura batalionów
W kwietniu 2014 roku utworzono w oparciu o plany mobilizacyjne działające samodzielnie bataliony obrony terytorialnej. Proces formowania miał potrwać do końca maja tego samego roku. Wcześniej jedynie w 2012 roku przeprowadzono mobilizację poborowych dla sprawdzenia sprawności bojowej ukraińskiej obrony terytorialnej. Początkowo batalion taki składał się z dwóch kompanii ochrony i kompanii strzeleckiej. Na ich uzbrojeniu była jedynie broń strzelecka oraz pojazdy mechaniczne (lekkie). Liczebność batalionu wynosiła czterysta dwadzieścia trzy osoby. Z czasem w batalionach tych utworzono również m.in. plutony przeciwlotnicze, baterie moździerzowe itp. W lipcu 2014 roku zaczęto też formować w batalionach jednostki obrony, mające wspomagać istniejące już kompanie ochrony w wykonywaniu zadań ochrony komisariatów wojskowych.
Z końcem 2014 roku struktura ukraińskich wojsk obrony terytorialnej uległa poważnym przeobrażeniom. Istniejące dotąd bataliony obrony terytorialnej przekształcone zostały w bataliony piechoty zmotoryzowanej, zachowały swoje miana i włączone zostały w skład brygad Wojsk Lądowych. Za organizację obrony terytorialnej odpowiada Sztab Generalny Sił Zbrojnych Ukrainy. Bezpośredni nadzór nad obroną terytorialną sprawuje dowódca Sił Zbrojnych Ukrainy. W ramach swoich kompetencji zadania obrony terytorialnej wykonują Siły Zbrojne, inne formacje wojskowe utworzone w oparciu o ukraińskie prawo, organy spraw wewnętrznych, jednostki Państwowej Specjalnej Służby Transportu, jednostki Państwowej Specjalnej Służby Łączności oraz inne uprawnione organy ścigania.
Komisariaty wojskowe, przypisane do poszczególnych obwodów, tworzą samodzielne bataliony strzeleckie, a rejonowe (lub miejskie) komisariaty wojskowe tworzą w zależności od zapotrzebowania od dwóch do pięciu jednostek obrony (zwanych zagonami, odpowiadających wielkością i strukturą kompaniom). W ramach rejonowych (miejskich) komisariatów tworzy się również kompanie ochrony, wykonujące także zadania obrony terytorialnej.
Samodzielne bataliony strzeleckie posiadają sztab, a w jego strukturze wyróżnić można kilka kompanii strzeleckich i kompanię wsparcia ogniowego, pluton logistyczny, zwiadowczy oraz inżynieryjno-saperski, punkt kontrolno-techniczny i medyczny, polowy węzeł komunikacji oraz klub (stanowiący zaplecze kulturalne żołnierzy batalionu). Batalion taki liczyć powinien 492 osób.
W strukturze kompanii ochrony obwodowego komisariatu wojskowego wyróżnić można jego dowództwo oraz cztery plutony ochrony po dwadzieścia dziewięć osób każdy. Plutony te dzielą się z kolei na drużyny. Cała kompania powinna liczyć sto dwadzieścia jeden osób.
W nomenklaturze ukraińskiej, wchodząca w skład rejonowego (lub miejskiego) komisariatu wojskowego jednostka obrony nazywana jest zagonem, a swoją strukturą odpowiada kompanii. W jej skład wchodzi dowództwo jednostki, plutony strzeleckie (dzielące się na drużyny), drużyna dowodzenia, drużyna techniki samochodowej oraz punkt medyczny. Liczy ona dwieście siedemdziesiąt osiem osób.

## Przekształcenie w bataliony piechoty zmotoryzowanej
Po podporządkowaniu ich Dowództwu Wojsk Lądowych Sił Zbrojnych Ukrainy, od października 2014 roku bataliony obrony terytorialnej zaczęły być przekształcane w bataliony piechoty zmotoryzowanej w ramach brygad. Od tej pory funkcjonowały 32 bataliony.

## Uzbrojenie
Podstawę siły bojowej batalionów stanowi ich uzbrojenie strzeleckie. Składają się na nie głównie konstrukcje radzieckie: broń krótka, pistolety maszynowe, karabinki AKS, AKM, AK-74 oraz AKS-74U oraz kompatybilne z nimi granatniki podlufowe GP-25. Powszechnie w użyciu jest również ręczny karabin maszynowy RPK-74, jednak w użyciu są również różne warianty karabinu maszynowego PK, a w co najmniej dwóch batalionach używano nawet karabinów maszynowych DSzK sprzed II wojny światowej. Używane są także karabiny wyborowe SWD. Na wyposażeniu żołnierzy są ręczne granatniki przeciwpancerne RPG-7.
Do transportu używa się przede wszystkim ciężarówek i samochodów terenowych produkcji radzieckiej: KAMAZ, UAZ, ZiŁ (często już mocno wysłużonych). Szczególnie podczas pierwszych walk w drugiej połowie 2014 roku z frontu docierały jednak informacje, że żołnierze muszą do transportu używać cywilnych autobusów (Ikarus, Mercedes) czy nawet rekwirowanych samochodów osobowych z wybitymi szybami.
Od początku planowano oddać na wyposażenie batalionów samochody opancerzone, ale po pierwszych deklaracjach rządzących minęły tygodnie spędzone na walkach z separatystami, nim do żołnierzy dotarły pierwsze tego typu pojazdy. W drugiej połowie 2015 roku na wyposażeniu większości batalionów były już samochody opancerzone BRDM-2 (używane najpowszechniej). W trzech batalionach używano też transporterów opancerzonych BTR-60, w trzech BMP-1. Dosyć powszechnie używano też pływających transporterów opancerzonych MT-LB. Pojazdy te kupowano często za pieniądze żołnierzy czy zebrane podczas zbiórek. Z inicjatywy dowódców, w dwóch batalionach wykorzystywano również łącznie sześć czołgów T-64.
Dzięki staraniom dowódców, w kilku batalionach wykorzystywano też w ograniczonym zakresie artylerię, w tym montowane na ciężarówkach lub MT-LB armaty przeciwlotnicze ZU-23-2. Odnotowano też przypadek używania 100 mm armaty przeciwpancernej T-12 pod Debalcewem oraz pod Mariupolem 85 mm armaty przeciwpancernej D-44 z czasów II wojny światowej.
Do walk w Donbasie żołnierze często wysyłani są bez odpowiedniego oporządzenia i ochrony osobistej, lub z bardzo przestarzałym sprzętem. Dowódcy batalionów, sami żołnierze, organizacje pozarządowe, jak i ludność ukraińska powszechnie organizuje zbiórki pieniędzy lub wyposażenia dla żołnierzy na froncie. Chodzi tu głównie o wyposażenie nieśmiercionośne, głównie hełmy i kamizelki kuloodporne. Pozyskiwane są one z różnych źródeł, także z zagranicy – m.in. z Polski (przemyt na polsko-ukraińskich przejściach granicznych, dary od fundacji pozarządowych) czy Armenii. Dzięki akcji jednego z mieszkańców Mikołajowa udało się zebrać dla ukraińskiego wojska ok. tysiąc kamizelek kuloodpornych. Symbolicznym obrazem słabego wyposażenia batalionów mogą być używane przez nich w warunkach bojowych hełmy stalowe SSz-68, oraz stosowane jeszcze podczas II wojny światowej SSz-40.

## Sformowane bataliony
Łącznie, w okresie ich istnienia, utworzono 33 bataliony obrony terytorialnej. 5 Batalion Obrony Terytorialnej rozformowano, a pozostałe weszły w skład brygad Sił Zbrojnych Ukrainy jako samodzielne bataliony piechoty zmotoryzowanej:
- 1 Batalion Obrony Terytorialnej „Wołyń”
- 2 Batalion Obrony Terytorialnej „Horyń”
- 3 Batalion Obrony Terytorialnej „Wolja”
- 4 Batalion Obrony Terytorialnej „Zakarpacie”
- 5 Batalion Obrony Terytorialnej (rozformowany w styczniu 2015 roku)
- 6 Batalion Obrony Terytorialnej „Zbrucz”
- 7 Batalion Obrony Terytorialnej
- 8 Batalion Obrony Terytorialnej „Podole”
- 9 Batalion Obrony Terytorialnej Winnica
- 10 Batalion Obrony Terytorialnej Polesie
- 11 Batalion Obrony Terytorialnej Ruś Kijowska
- 12 Batalion Obrony Terytorialnej Kijów
- 13 Batalion Obrony Terytorialnej Czernihów-1
- 14 Batalion Obrony Terytorialnej Czerkasy
- 15 Batalion Obrony Terytorialnej Sumy
- 16 Batalion Obrony Terytorialnej Połtawa
- 17 Batalion Obrony Terytorialnej Kirowohrad
- 18 Batalion Obrony Terytorialnej Odessa
- 19 Batalion Obrony Terytorialnej Święty Mikołaj
- 20 Batalion Obrony Terytorialnej Dniepropietrowsk
- 21 Batalion Obrony Terytorialnej Sarmata
- 22 Batalion Obrony Terytorialnej Charków
- 23 Batalion Obrony Terytorialnej Chortyca
- 24 Batalion Obrony Terytorialnej Ajdar
- 25 Batalion Obrony Terytorialnej Ruś Kijowska
- 34 Batalion Obrony Terytorialnej Kirowohrad-2/Batkiwszczyna
- 37 Batalion Obrony Terytorialnej Zaporoże
- 39 Batalion Obrony Terytorialnej Dnipro-2
- 40 Batalion Obrony Terytorialnej Krywbas
- 41 Batalion Obrony Terytorialnej Czernihów-2
- 42 Batalion Obrony Terytorialnej Ruch Oporu
- 43 Batalion Obrony Terytorialnej „Patriota”
- 45 Batalion Obrony Terytorialnej